# Idioma lepcha
El lepcha o róng (autoglotónimo ᰛᰩᰵ་ᰛᰧᰵᰶ; Róng ríng) es una de las lenguas de los Himalayas hablada por el pueblo lepcha en Sikkim y en partes de Bengala Occidental, Nepal y Bhután.

## Hablantes
El lepcha es hablado por minorías en los estados indios de Sikkim y Bengala Occidental, así como en partes de Nepal y Bhután. En todas las regiones donde se habla se considera una lengua autóctona, previa al asentamiento de gentes que hablan lenguas tibetanas (sikkimés, dzongkha y otras) o más recientemente idioma nepalí. Los hablantes de lepcha incluyen cuatro comunidades diferentes: los renjóngmú de Sikkim; los Támsángmú de Kalimpong, Kurseong y Mirik; los ʔilámmú del distrito de Ilam en Nepal; y los promú de sureste Bhután. Los grupos que hablan lepcha en India son mayores que los de Nepal y Bhután.
El censo de India contabiliza unos 50 000 hablantes de lepcha, sin embargo, el número de lepchas que hablan de manera fluente la lengua en India es menor y sería cercano a 30 000.

## Clasificación
El lepcha, aunque es claramente una lengua sinotibetana, es difícil de clasificar dentro de esa familia. George van Driem (2001) sugirió que las lenguas más cercanas a él podrían ser las lenguas kiranti, una subfamilia himaláyica.
El lepcha es diverso y posee diferentes variedades habladas que muestran diferencias léxicas, en gran parte a préstamos tomados de las lenguas mayoritarias en las que vive la minoría lepcha. Según Plaisier (2007), las influencias del nepalí y del tibetano sikkimés no explican por sí misma la diversidad dialectal observada dentro del lepcha.

### Substrato austroasiático
Roger Blench ha sugerido que el lepcha podría tener un substrato lingüístico de tipo austroasiático asociado a una rama ahora extinta de la familia austroasiática que él denomina «róngico». Palabras lepchas probablemente de origen austroasiático son las siguientes.
| Lepcha | Español                     | Inglés                  |
| ------ | --------------------------- | ----------------------- |
| dyáŋ   | pie                         | foot                    |
| a-boŋ  | boca                        | mouth                   |
| kam    | mandíbula                   | jaw                     |
| it     | excremento                  | excrement               |
| kâju   | perro                       | dog                     |
| dyuk   | mono                        | monkey                  |
| klyɔŋ  | granero                     | granary                 |
| ban    | cuchillo                    | knife                   |
| ryǔm   | aguja                       | needle                  |
| hrup   | red de pesca (flotante)     | float-net in fishing    |
| nam    | año                         | year                    |
| ʔúŋ    | agua                        | water                   |
| krón   | rascar                      | to scratch              |
| háp    | cerrar                      | to shut                 |
| cet    | empujar, apuñalar, perforar | to thrust, stab, pierce |
| pit    | apretar                     | to squeeze              |
| dáp    | cubrir                      | to cover                |
| dop    | quemar                      | burn                    |
| dút    | sacar                       | to pull out             |
| ságram | (a)bajo                     | under, below            |
| krɔŋ   | duro                        | hard                    |
| roŋ    | cuerno                      | horn                    |
| láp    | enterrar                    | bury                    |
| kap    | cubrir                      | to cover                |

## Descripción lingüística
El lepcha es una lengua sino-tibetana no tonal (a diferencia de la mayor parte de lenguas de esa familia). Sin embargo, posee un acento fonémico que se puede marcar explícitamente dentro de la escritura lepcha.: 37  Gran parte de su léxico se compone de elemento monosilábicos.
Curiosamente, muchas palabras que comúnmente se consideran como obscenidades o palabras tabú en otras lenguas, no son tratadas como tal por los hablantes nativos de lepcha.

### Escritura y romanización
La escritura lepcha (también denominada «róng») es una escritura silábica caracterizada por una gran varieddad de diacríticos especiales y ligaduras tipográficas. El origen de esta escritura no está claro, los primeros manuscritos lepchas se escribían verticalmente, lo cual se interpreta como un signo de influencia china. Antes del desarrollo de la escritura lepcha, existieron obras literarias en lepcha que empleaban la escritura tibetana.
El lepcha ha sido transcrito en caracteres latinos usando varios sistemas de transcripción, el sistema prevalente es el introducido por Mainwaring (1876). La mayor parte de lingüistas, incluyendo a Plaisier (2007), cuyo sistema se usa en este artículo, siguen versiones modificadas del sistema de Mainwaring. Otros lingüistas e historiadores han usado sistemas basados en las lenguas europeas como el inglés, el francés o el alemán.

### Fonología
Consonantes
Las consonantes del lepcha aparece en el cuadro inferior, basado en Plaisier (2007):: 21–32 
|                   |                   | Labial  | Dental  | Alveolar        | Retrofleja | Palatal | Velar   | Glotal |
| ----------------- | ----------------- | ------- | ------- | --------------- | ---------- | ------- | ------- | ------ |
| Nasal             | Nasal             | m ⟨m⟩   | n ⟨n⟩   |                 |            | ɲ ⟨ny⟩  | ŋ ⟨ng⟩  |        |
| Oclusiva          | sorda             | p ⟨p⟩   | t ⟨t⟩   |                 | ʈ ⟨tr⟩     | c ⟨c⟩   | k ⟨k⟩   | ʔ ⟨ʔ⟩  |
| Oclusiva          | aspirada          | pʰ ⟨ph⟩ | tʰ ⟨th⟩ |                 | ʈʰ ⟨thr⟩   | cʰ ⟨ch⟩ | kʰ ⟨kh⟩ |        |
| Oclusiva          | sonora            | b ⟨b⟩   | d ⟨d⟩   |                 | ɖ ⟨dr⟩     |         | ɡ ⟨g⟩   |        |
| Africada          | sorda             |         |         | ts ⟨ts⟩         |            |         |         |        |
| Africada          | aspirada          |         |         | tsʰ ⟨tsh⟩       |            |         |         |        |
| Fricativa         | sorda             | f ⟨f⟩   |         | s ⟨s⟩           | ʃ ⟨sh⟩     |         |         |        |
| Fricativa         | sonora            | v ⟨v⟩   |         | z~dz ⟨z⟩, ʒ ⟨j⟩ |            |         |         |        |
| Aproximante       | Aproximante       | w ⟨w⟩   | l ⟨l⟩   |                 |            | j ⟨y⟩   |         | h ⟨h⟩  |
| vibrante múltiple | vibrante múltiple |         |         | r ⟨r⟩           |            |         |         |        |
Los fonemas retroflejos /ʈ/, /ʈʰ/ y /ɖ/ se escriben en la escritura lepcha como dígrafos kr, hr y gr, respectivamente. La mayor parte, aunque no todos los casos de consonantes retroflejas indican que una palabra es de origen tibetano. Para distinguir este sonoido retroflejo en escritura lepcha, se usa un punto bajo la consonante. Los ejemplos nativos de secuencias no retroflejas kr, hr y gr pueden pronunciarse como se escribe o como ⟨tr⟩, ⟨thr⟩, and ⟨dr⟩. Por ejemplo, tagrikup 'chico' puede articularse como [ta ɡri kɯʔp̚] o como [ta ɖi kɯʔp̚].
El lepcha tiene tres sonorantes que aparecen frecuentemente tras otras consonantes estas sonorantes son: /r/, /j/, and /l/. Cuando el fonema /r/ aparece como aproximanete, se puede combinar además con /j/ en un grupo de dos aproximantes: mryóm 'esparcirse sobre el suelo, reptar".
Las consonantes velares /k/ y /ɡ/ ante vocales anteriores como /i/ o /e/ se articulan como palatalizadas [kʲ] o [ɡʲ], respectivamente. Las fricativas /s/ y /ʃ/ se confunden ante /i/.
Los hablantes de lepcha tienden a no distinguir entre /z/ y /ʒ/, articulando ambos como alófonos equivalentes [z]~[dz]~[ʒ]. Además, la /ŋ/ inicial se realiza a veces como [ɦ]. Por influencia del nepalí, algunos hablantes de Lepcha han perdido la distinción entre /pʰ/ y /f/, y entre /v/ y /w/.